# كينجيرو يزو
كينجيرو يزو (باليابانية: 江添 建次郎) (25 أغسطس 1982 في أوكاياما في اليابان – )؛ هو لاعب كرة قدم ياباني سابق كان يلعب كمدافع.

## وصلات خارجية
- كينجيرو يزو على موقع رابطة كرة القدم اليابانية للمحترفين (اليابانية)
- كينجيرو يزو على موقع قاعدة بيانات كرة القدم.إي يو (الإنجليزية)
- كينجيرو يزو على موقع Soccerway.com (الإنجليزية)
- كينجيرو يزو على موقع عالم كرة القدم.نت (الإنجليزية)